# Ofensiva de Mambije
A Ofensiva de Mambije, também referida como "Operação Mártir e Comandante Faysal Abu Layla", foi uma operação militar organizada pelas Forças Democráticas Sírias, apoiados por diversas milícias como o Batalhão Internacional da Liberdade, com o objectivo de conquistar a cidade de Mambije, na província de Alepo, e, acima de tudo, cortar as últimas ligações terrestres entre o Estado Islâmico (EI) e a Turquia. Ao longo desta ofensiva, a coligação internacional pelos Estados Unidos efectuou mais de 50 ataques aéreas a posições do  EI.

## Ofensiva
Iniciada a 31 de maio, com a conquista de pequenas localidades na zona rural de Mambije, a operação foi longa, durando até a 12 de agosto.
Com o apoio de conselheiros militares dos Estados Unidos, as Forças Democráticas Sírias foram, progressivamente, libertando território em redor de Mambije, até completarem o cerco à cidade. A 12 de agosto, após meses de longos combates e a repulsa de contra-ataques, Mambije foi, finalmente, libertada do Estado Islâmico.

## Consequências
Apesar das Forças Democráticas Sírias terem como objectivo continuar com a ofensiva até Jarablus e Al-Bab, a Turquia, receosa dos objectivos das milícias curdas, iniciou a sua intervenção militar na Guerra Civil Síria, e, assim, impedindo o continuar do avanço da ofensiva liderada pelas Forças Democráticas Sírias.